# Perdmontemps
Perdmontemps (dt.: „Verliere meine Zeit“) ist eine Siedlung im Parish Saint David im Südosten des Inselstaates Grenada in der Karibik.

## Geographie
Die Siedlung liegt im Landesinneren und in der Nähe der Grenze zum Parish Saint George zusammen mit Barrow im Parish Saint David. Im Osten schließt sich Windsor Forest an.
Im Ort befindet sich die Perdmontemps Gospel Hall Church (⊙).